# Jordi López (voetballer)
Jordi López Felpeto (Cardedeu, 28 februari 1981) is een voormalig Spaans profvoetballer die bij voorkeur op het middenveld speelde. Sinds 2013 speelt hij voor UE Llagostera, waar hij tevens zijn carrière beëindigde.

## Clubvoetbal
Jordi López begon als voetballer in de jeugd van FC Barcelona. In 2002 vertrok hij naar Real Madrid Castilla, het tweede elftal van Real Madrid. Op 16 mei 2004 speelde de Catalaan tegen Real Murcia zijn eerste wedstrijd in de Primera División voor Real Madrid. In 2004 vertrok Jordi López naar Sevilla FC, waar hij twee seizoenen zou spelen. In 2006 won de middenvelder met Sevilla FC de UEFA Cup. In 2006 tekende Jordi López bij RCD Mallorca.
Op 14 januari voegde Jordi López zich bij de selectie van Vitesse in het trainingskamp in Belek, waar hij 's avonds een contract tekende tot het einde van het seizoen. Vervolgens kwam hij uit voor OFI Kreta en Hoverla Oezjhorod. Sinds 2013 speelt hij voor UE Llagostera.

### Statistieken
| Seizoen         | Club                          | Land                 | Competitie         | Wed. | Goals |
| --------------- | ----------------------------- | -------------------- | ------------------ | ---- | ----- |
| 2003/04         | Real Madrid                   | Vlag van Spanje      | Primera División   | 2    | 0     |
| 2004/05         | Sevilla FC                    | Vlag van Spanje      | Primera División   | 19   | 1     |
| 2005/06         | Sevilla FC                    | Vlag van Spanje      | Primera División   | 19   | 1     |
| 2006/07         | Real Mallorca                 | Vlag van Spanje      | Primera División   | 24   | 0     |
| 2007/08         | → Racing Santander (verhuurd) | Vlag van Spanje      | Primera División   | 14   | 0     |
| 2008/09         | Real Mallorca                 | Vlag van Spanje      | Primera División   | 0    | 0     |
| 2008/09         | Queens Park Rangers FC        | Vlag van Engeland    | Championship       | 10   | 1     |
| 2009/10         | Swansea City                  | Vlag van Engeland    | Championship       | 12   | 0     |
| 2010/11         | Swansea City                  | Vlag van Engeland    | Championship       | 3    | 0     |
| 2010/11         | Vitesse                       | Vlag van Nederland   | Eredivisie         | 15   | 2     |
| 2011/12         | OFI Kreta                     | Vlag van Griekenland | Super League       | 24   | 1     |
| 2012/13         | Hoverla Oezjhorod             | Vlag van Oekraïne    | Vysjtsja Liha      | 17   | 2     |
| 2013/14         | UE Llagostera                 | Vlag van Spanje      | Segunda División B | 34   | 5     |
| 2014/15         | UE Llagostera                 | Vlag van Spanje      | Segunda División A | 32   | 1     |
| 2015/16         | UE Llagostera                 | Vlag van Spanje      | Segunda División A | 5    | 1     |
| 2016/17         | UE Llagostera                 | Vlag van Spanje      | Segunda División B | 26   | 1     |
| Carrière totaal | Carrière totaal               | Carrière totaal      | Carrière totaal    | 256  | 16    |

## Nationaal elftal
López speelde tussen 2004 en 2006 twee interlands in het Catalaans elftal. Zijn debuut maakte hij in december 2004 tegen Argentinië.